# Đông Lâm
Đông Lâm là một xã thuộc huyện Tiền Hải, tỉnh Thái Bình, Việt Nam.

## Địa lý
Xã Đông Lâm có diện tích 5,88 km², dân số năm 1999 là 5.171 người, mật độ dân số đạt 879 người/km².

## Lịch sử
Ngày 11 tháng 11 năm 2024, Bộ Xây dựng ban hành Quyết định số 1038/QĐ-BXD về việc công nhận thị trấn Tiền Hải mở rộng (bao gồm thị trấn Tiền Hải và 4 xã: Tây Giang, Tây Ninh, Đông Lâm, Đông Cơ) đạt tiêu chí đô thị loại IV.